# Hemisphaeronotus rotundatus
Hemisphaeronotus rotundatus är en tvåvingeart som beskrevs av Saigusa 2007. Hemisphaeronotus rotundatus ingår i släktet Hemisphaeronotus och familjen svampmyggor. Inga underarter finns listade i Catalogue of Life.